# World of Warplanes
World of Warplanes (с англ. — «Мир самолётов») — условно-бесплатная массовая многопользовательская онлайн-игра, разработанная компанией Wargaming.net в сотрудничестве с Persha Studia и выпущенная Wargaming.net для устройств под управлением Windows. Игра официально была выпущена 12 ноября 2013 года. World of Warplanes представляет собой ММО-экшен с видом от третьего лица.
Игра получила смешанные, но в основном положительные отзывы от критиков и игроков. Наиболее высоко были оценены система free-to-play, игровой процесс и графика, однако критике подверглись управление джойстиком и отсутствие разнообразия режимов во время выхода игры.

## Игровой процесс

Игровой процесс World of Warplanes. Игрок сбивает вражеский самолёт.

World of Warplanes представляет собой массовый многопользовательский экшен от третьего лица с четырьмя режимами — «Завоеванием», «Вторжением», «Войной на истощение» и «Сопровождением». Во «Вторжении» атакующая команда должна перехватить у обороняющейся контроль над несколькими секторами до истечения времени. В «Войне на истощение» в зачёт идут как контроль над секторами, так и количество уничтоженных самолётов противника. По мере захвата секторов одной командой потеря каждого дополнительного самолёта становится для противника всё заметней. В «Сопровождении» задача игрока состоит в доведении волны бомбардировщиков до цели или её атаке.
В «Завоевании» две команды противоборствующих игроков набирают очки, захватывая территории на игровой карте, что может быть достигнуто путём уничтожения вражеских самолётов или наземных укреплений в зонах захвата; победителем в игре становится команда, набравшая большее количество очков за отведённое время. Различные зоны захвата по-разному влияют на игровой процесс: зоны «Полевой аэродром» и «Военная база» помогают накапливать очки для счёта команды, но различаются по функциям. Зона «Полевой аэродром» предоставляет игрокам точку повторного входа в бой, сокращая время в пути для игроков, занимающих эту зону. Зона «Военная база» регулярно обстреливает вражеские зоны ракетами, что позволяет быстрее захватывать вражеские зоны.
В декабре 2014 года в игре появился специальный временный игровой режим «Снежки». В World of Warplanes присутствуют микротранзакции, за которые можно получить боевой самолёт или внутриигровую валюту.

## Разработка и выпуск
World of Warplanes была разработана Wargaming.net совместно с украинской компанией Persha Studia. По заявлению Persha Studia, в 2010 году к ним прибыли представители Wargaming.net с идеей разработки демо-версии игры про самолёты. В августе 2011 года Wargaming.net запустила официальный сайт игры.
World of Warplanes была анонсирована 7 июня 2011 года. 8 августа начался набор игроков на участие в пре-альфа-тестировании. 23 февраля 2012 года стартовало глобальное альфа-тестирование. 22 мая стала известна дата начала закрытого бета-тестирования — 31 мая. Однако 27 мая было объявлено, что начало тестирования перенесено на день раньше — 30 мая; 30 мая закрытое бета-тестирование официально стартовало. 11 июня 2013 года была объявлена дата начала открытого бета-тестирования — 2 июля; 2 июля открытое бета-тестирование официально стартовало.
20 августа 2013 года объявлена дата выхода World of Warplanes — 25 сентября; однако 20 сентября релиз был перенесён на 12 ноября. 12 ноября 2013 года состоялся полноценный выпуск World of Warplanes для устройств под управлением Windows.

## Отзывы
| Сводный рейтинг       | Сводный рейтинг |
| Агрегатор             | Оценка          |
| --------------------- | --------------- |
| GameRankings          | 69,18 %         |
| Metacritic            | 69/100          |
| OpenCritic            | 70/100          |
| «Критиканство»        | 76/100          |
| Иноязычные издания    |                 |
| Издание               | Оценка          |
| Destructoid           | 7/10            |
| Eurogamer             | 6/10            |
| GameSpot              | 7/10            |
| IGN                   | 7,8/10          |
| PC Gamer (US)         | 74/100          |
| Polygon               | 5/10            |
| Русскоязычные издания |                 |
| Издание               | Оценка          |
| Absolute Games        | 80 %            |
| «IGN Россия»          | 7,5/10          |
| «Игры Mail.ru»        | 6/10            |
| «Канобу»              | 8/10            |

World of Warplanes получила смешанные, но в основном положительные отзывы от критиков. На сайте-агрегаторе Metacritic игра получила 69 баллов из 100 возможных, а на сайте-агрегаторе Критиканство в общем — 76 (на основе 18 обзоров).
Крис Картер из веб-сайта Destructoid отметил из плюсов систему free-to-play, а из минусов — отсутствие разнообразия (наличие одного [на 2013 год] игрового режима и одинаковые по геймплею карты). Пол Дин из веб-издания Eurogamer отметил, что «World of Warplanes неплоха, но далеко не так увлекательна, как World of Tanks. Это иногда приятный, иногда утомительный аркадный шутер, который прощает полёты и бросает вызов мастерству. По сравнению со своим умным, успешным старшим братом, он не такой сложный и, самое главное, не такой весёлый».
Нейтан Менье из веб-издания GameSpot отметил из плюсов чёткую детализацию самолётов и захватывающие воздушные бои, а из минусов — ограниченное количество [на 2013 год] игровых режимов и разнообразия карт. Энди Махуд из веб-сайта IGN отметил из плюсов привлекательную графику, стабильные серверы и огромный парк самолётов.
Роб Закни из журнала PC Gamer отметил из плюсов управление компьютерной мышью и клавиатурой, а из минусов — наличие одного [на 2013 год] игрового режима и однообразие карт. Чарли Холл из веб-сайта Polygon отметил, что «больше всего ему [World of Warplanes] нужна лучшая камера и лучшее, более доступное управление — особенно для геймпадов. Без исправлений и более разнообразного игрового процесса моя эскадрилья остановлена до дальнейшего уведомления».
Василий Петров из веб-портала Absolute Games отметил из плюсов «крайне низкий порог вхождения», проработанный баланс и то, что характеристика премиум-самолётов и умения управления самолётом не зависит от системы free-to-play, а из минусов — отсутствие кокпита и систему повреждений. В обзоре на веб-сайте IGN Россия отметили из плюсов наличие более 100 единиц боевых самолётов, простоту освоения, «необязательность наличия джойстика» и систему free-to-play, а из минусов — наличие одного [на 2014 год] игрового режима, «редкость встречи с адекватными напарниками» и «малое количество игроков на топ-технике».
Андрей Окушко из веб-издания Канобу отметил из плюсов систему free-to-play, а из минусов — управление компьютерной мышью и джойстиком, наличие одного [на 2013 год] игрового режима и несоответствие игровых самолётов историческим. В своём обзоре Андрей Александров из веб-портала Игры Mail.ru в заключении отметил: «Некоторые просчёты World of Warplanes, разумеется, будут исправлены патчами, но глобально игру может спасти лишь одно — максимально быстрая интеграция с World of Tanks. Если Wargaming первой даст возможность танкистам и лётчикам сражаться на поле боя, то это заметно усилит позиции обеих игр».